# Detroit Lions
Detroit Lions, är ett professionellt amerikansk fotbollslag från Detroit, Michigan, USA. Lions spelar i National Football League (NFL) som medlemmar i National Football Conference (NFC) north division. Laget spelar sina hemmamatcher på Ford Field som har en kapacitet på 65 000 åskådare. 

## Grundat
1930 i Portsmouth, Ohio

## Tidigare namn
Laget hette ursprungligen Portsmouth Spartans men namnbyte ägde rum samtidigt som flytt p.g.a. dåliga publikintäkter.

## Hemmaarena
Ford Field  med en kapacitet av ca 65 000 åskådare invigd 2002. Den har namnet efter Ford Motor Company, ett företag, som betalade en summa motsvarande ca 270 miljoner SEK för en period om 20 år.

## Tävlingsdräkt
- Hemma: Blå tröja med vit text, silverfärgade byxor med blå/vita revärer
- Borta: Vit tröja med blå text, silverfärgade byxor med blå/vita revärer
- Hjälm: Silver med ett blått lejon på sidorna

## Mästerskapsvinster
4 – (1935 1952 1953 1957)

## Super Bowl
Inga